# Ancala necopina
Ancala necopina är en tvåvingeart som först beskrevs av Austen 1912.  Ancala necopina ingår i släktet Ancala och familjen bromsar. Inga underarter finns listade i Catalogue of Life.